# Ravenea rivularis
Ravenea rivularis är en enhjärtbladig växtart som beskrevs av Henri Lucien Jumelle och Joseph Marie Henry Alfred Perrier de la Bâthie. Ravenea rivularis ingår i släktet Ravenea och familjen Arecaceae. IUCN kategoriserar arten globalt som starkt hotad. Inga underarter finns listade i Catalogue of Life.

## Bildgalleri

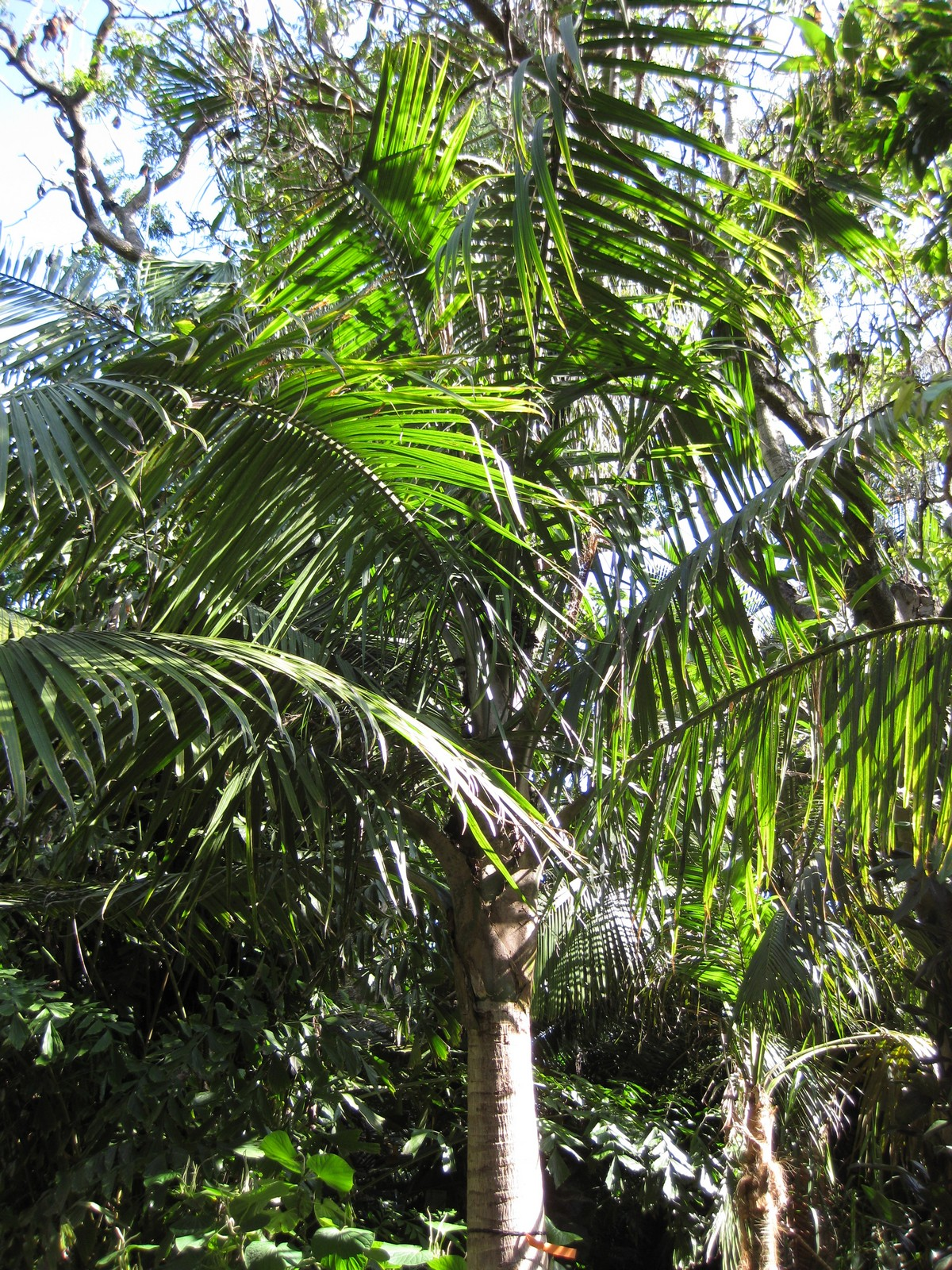
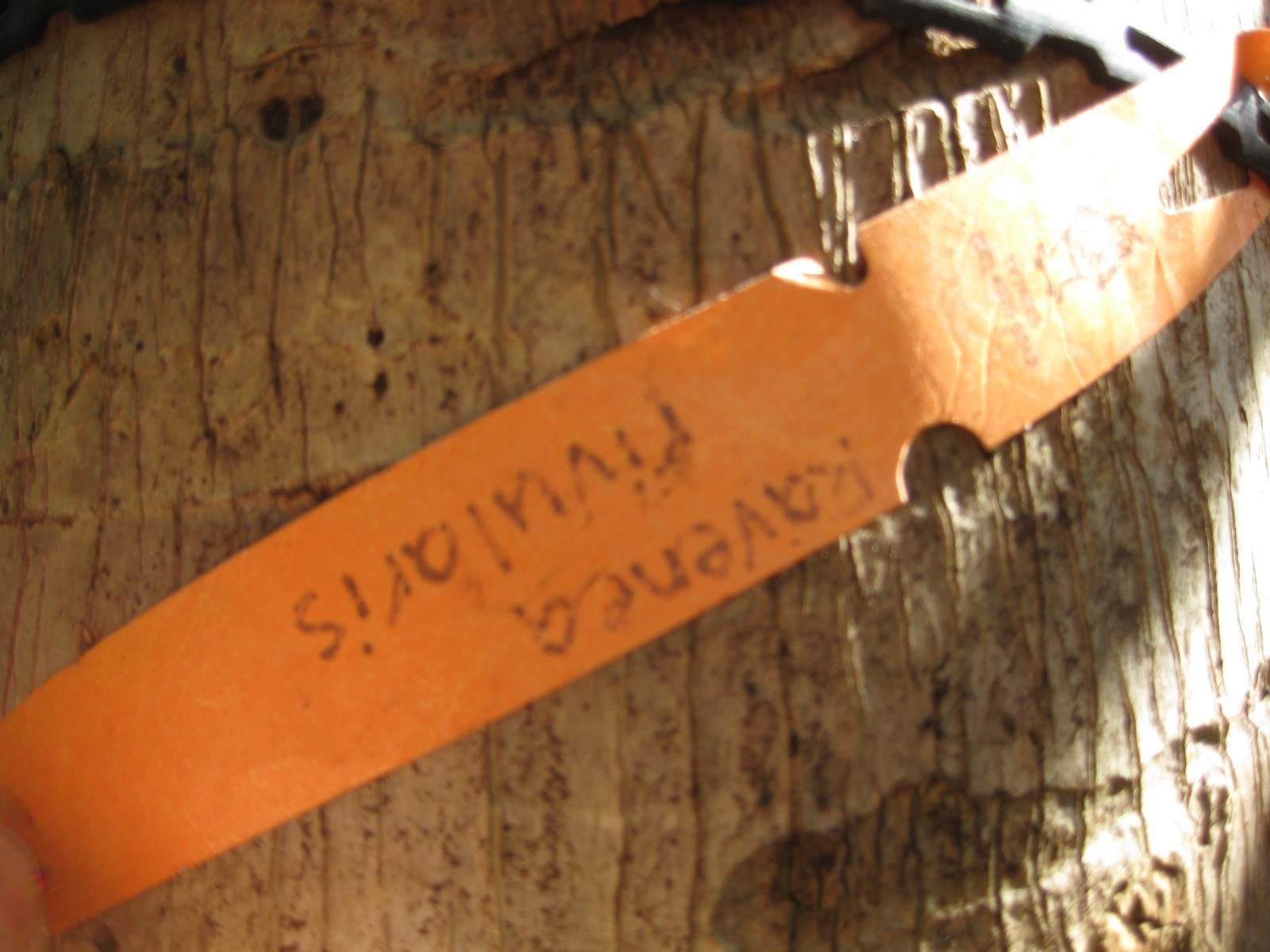
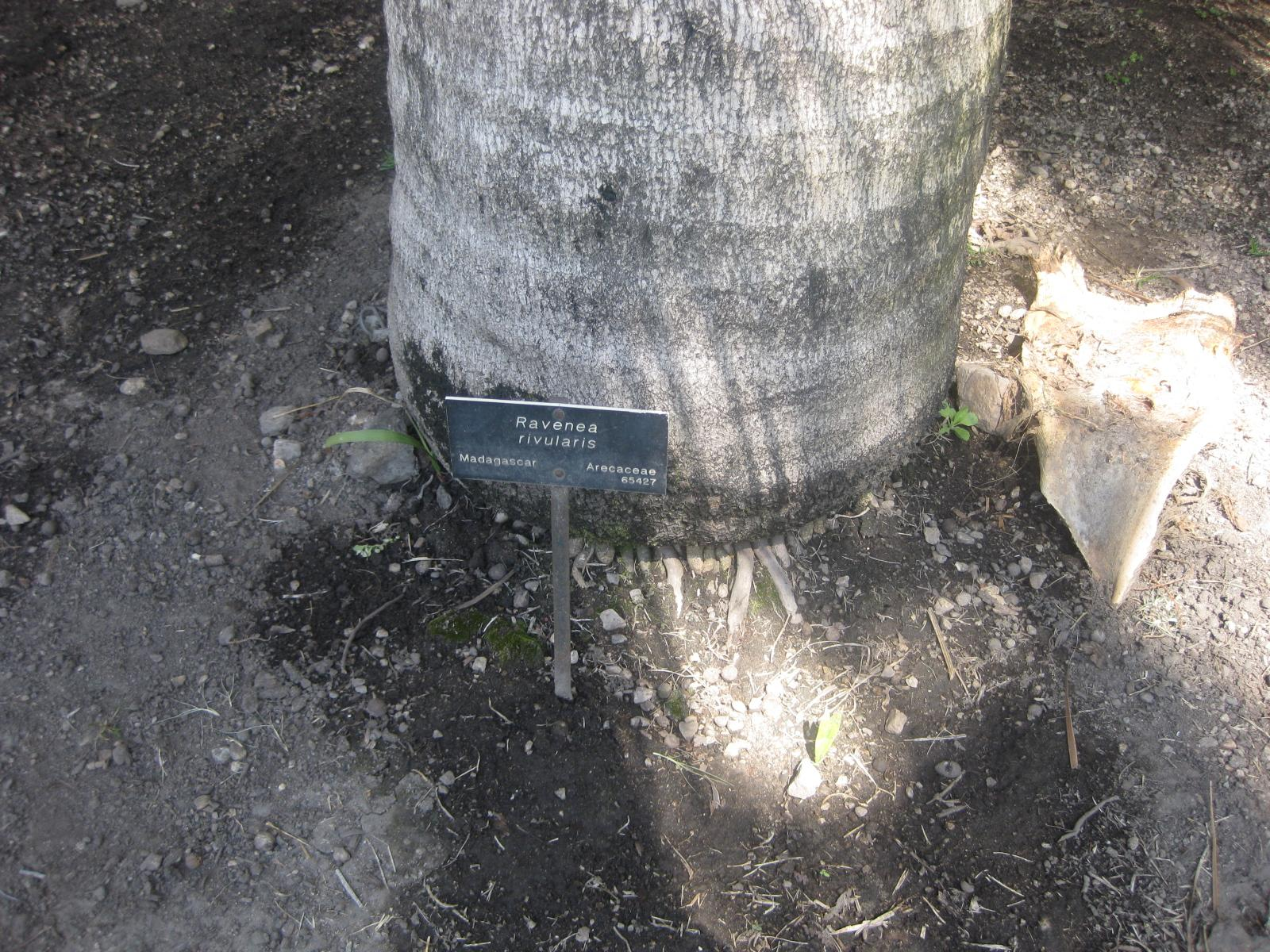
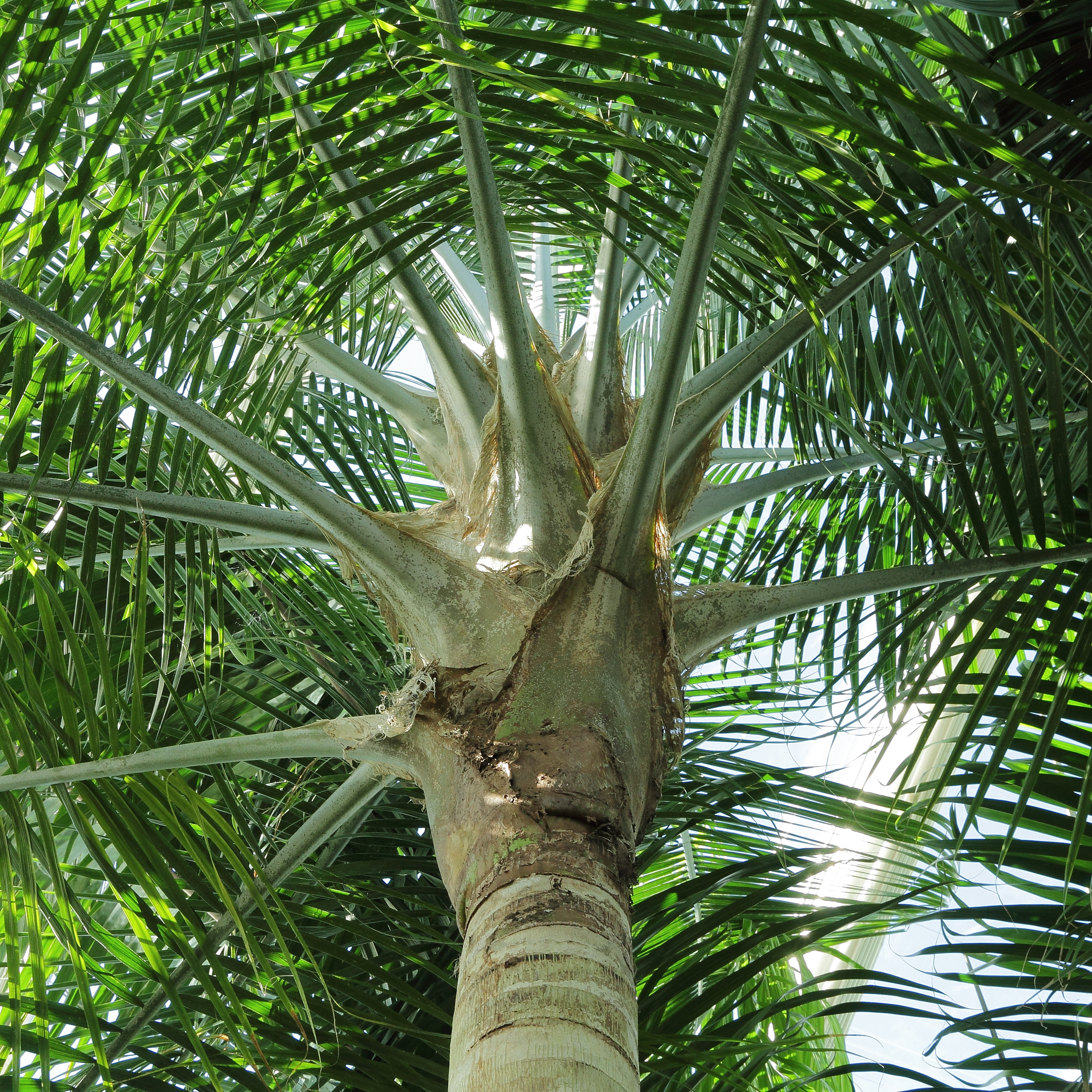
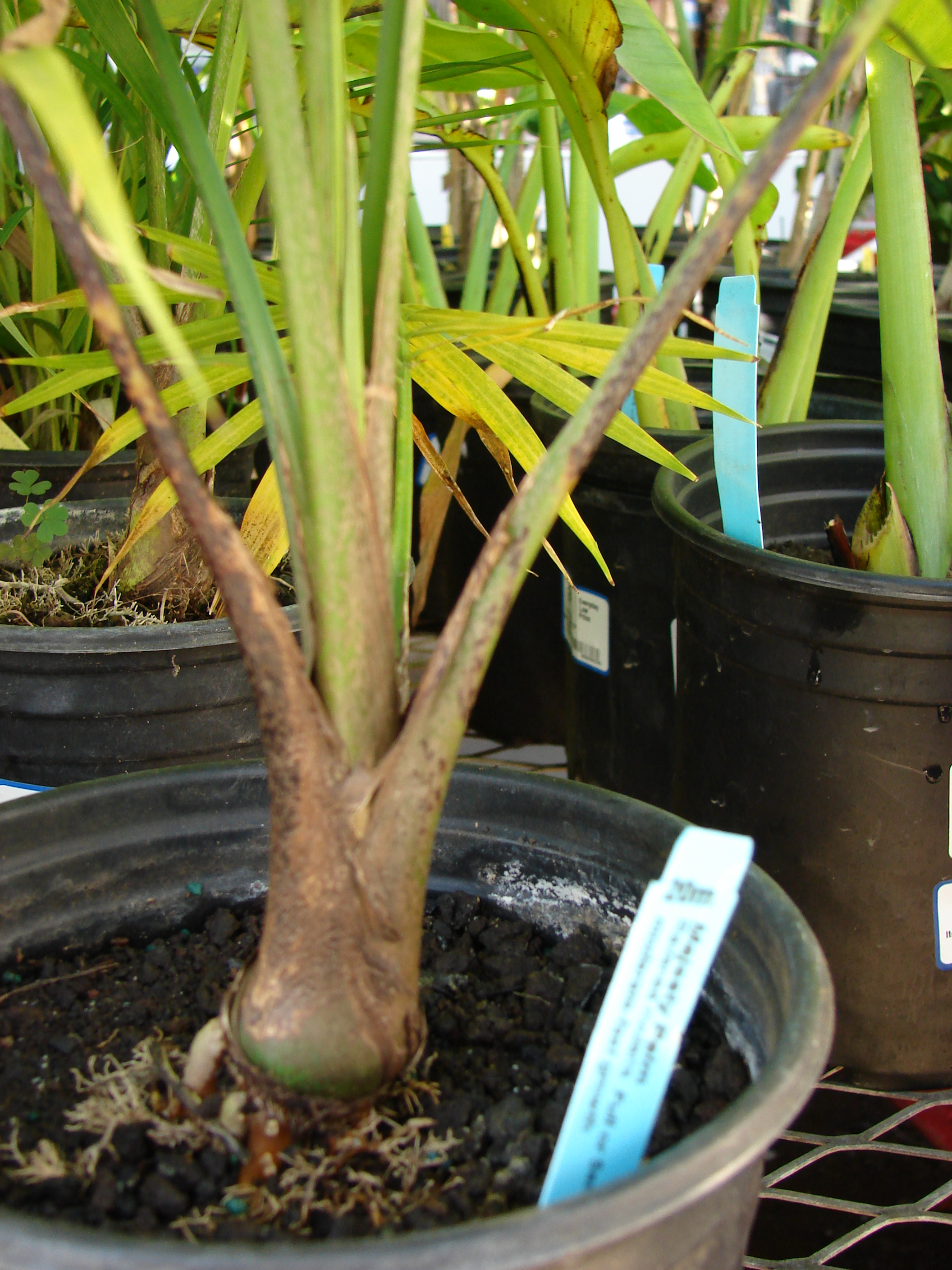
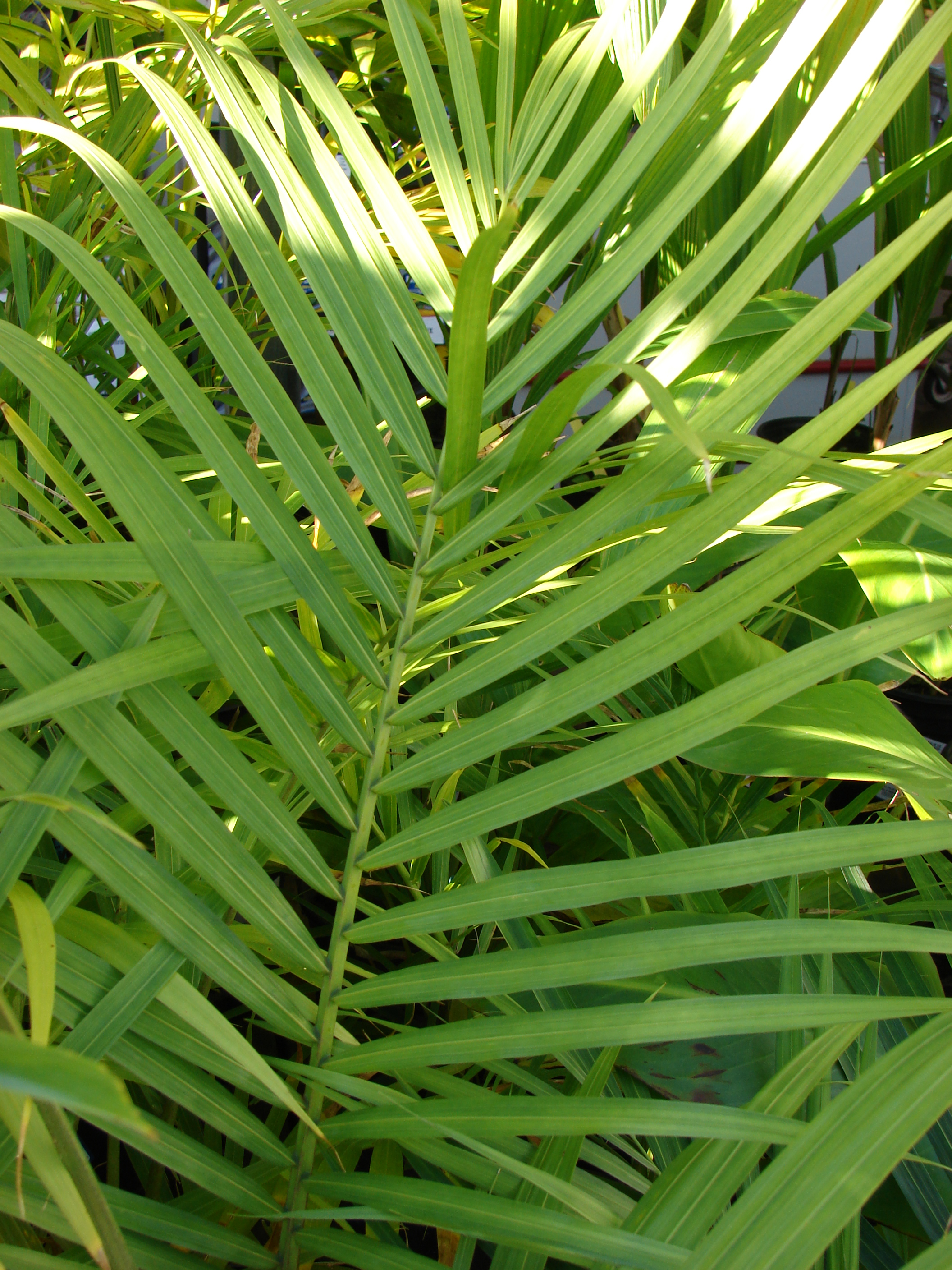